# Renato Barbieri
Renato Barbieri (Livorno, 12 gennaio 1903 – 11 novembre 1980) è stato un canottiere italiano, medaglia d'argento nella gara di otto con nel Canottaggio ai Giochi olimpici di Los Angeles 1932.

## Biografia
Barberi faceva parte della Unione Canottieri Livornesi, gli atleti di questa società erano soprannominati "scarronzoni", il termine derivava dal loro sgraziato modo di ragatare. In particolare gli equipaggi dell'otto degli scarronzoni, si misero in luce nelle manifestazioni internazionali di canottaggio a cavallo degli anni 1920 e 1930, sia a livello di Giochi olimpici che di campionati europei. Morì l’11 novembre del 1980 a 78 anni.
Soprannominato Attao l'invincibile , viene ricordato nella Livorno popolare per svariati aneddoti , il più popolare riguarda sicuramente la famosa " alzata della damigiana di vino " : quella volta infatti riuscì a portare via dal porto una damigiana da 50 litri piena di vino e, alzandola con una sola mano, davanti agli addetti al controllo del varco di Marittima, la sventolò come si fa con un fazzoletto, facendola sembrare vuota e riuscendo nel suo intento di portarla via dal porto senza pagarla .
Padre di tre figli , Armando , Prima e Gino , quest'ultimo viene ricordato per essere nonno (Barbieri quindi Bis-nonno) di Alessio Lenzi e Manuel Frediani.
Entrambi i bis-nipoti sono noti alla cronaca sportiva locale : Alessio è stato un pugile acclamato a livello dilettantistico : dopo aver vinto diversi titoli a livello regionale e nazionale , a causa di un brutto infortunio alla mano , ha dovuto abbandonare la carriera agonistica per dedicarsi al mondo dell'allenatore ; Manuel invece , è cresciuto seguendo le orme del bis nonno... Conosciuto con l'appellativo di " Attaino " all'età di 18 anni ha appeso "il remo al chiodo " per dedicarsi al mondo della pesca sportiva , con ottimi risultati a livello nazionale e internazionale.
E' partner ufficiale di Energo Team fishing.

## Palmarès
| Anno | Manifestazione  | Sede        | Evento   | Risultato |
| ---- | --------------- | ----------- | -------- | --------- |
| 1932 | Giochi olimpici | Los Angeles | Otto con | Argento   |